# Hubertus Salomon Hordijk

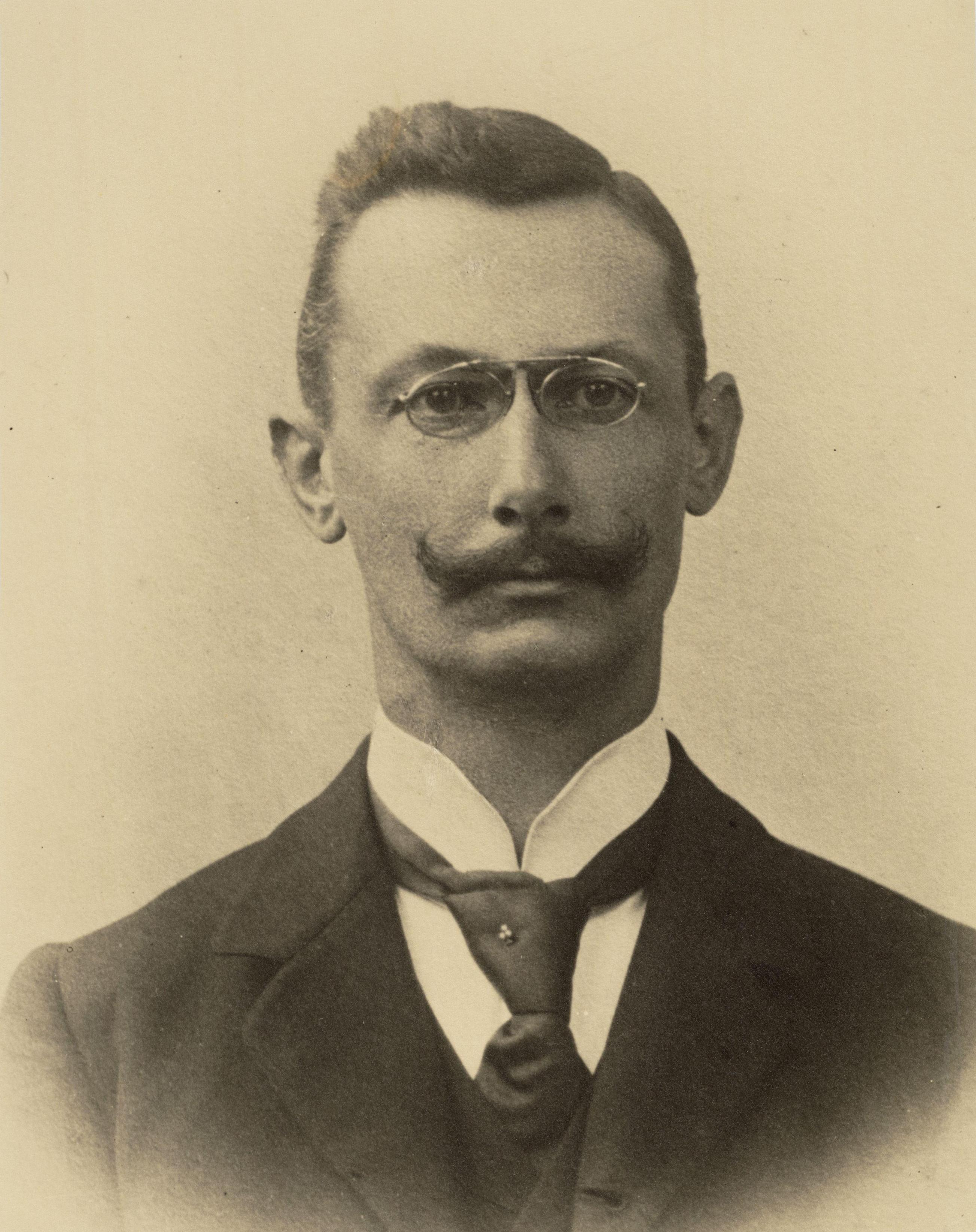
Hoofdcommissaris H.S. Hordijk

Hubertus Salomon Hordijk (Delft, 22 maart 1862 – Voorburg, 25 maart 1930) was een Nederlands militair en later hoofdcommissaris.

## Militaire carrière
In 1879 werd hij toegelaten voor de studie aan de Koninklijke Militaire Academie (KMA) in Breda in de richting "infanterie hier te lande". Nadat hij daar in 1884 geslaagd was werd hij benoemd bij het 6e regiment der infanterie en volgde promotie tot tweede luitenant. Enige tijd later werd Hordijk eerste luitenant en in 1897 werd hij benoemd tot adjudant bij het regiment Grenadiers en Jagers. Vier jaar later bracht hij het in deze functie tot kapitein. Binnen het leger had hij vanwege zijn strenge optreden en stijve voorkomen de bijnaam "stalen Bart".

## Hoofdcommissaris Amsterdam
Op 1 februari 1903 vertrok J.A. Franken als hoofdcommissaris van politie te Amsterdam en bij Koninklijk Besluit van 22 april volgde Hordijk, op dat moment kapitein van de infanterie te Delft, hem op. Eerder dat jaar was er een grote staking in Amsterdam (zie Spoorwegstakingen van 1903) waarbij kapitein Hordijk, die met een detachement in Amsterdam aan de Oostelijke Handelskade lag, de Amsterdamse politie ondersteunde in het handhaven van de orde. Volgens De Telegraaf zou burgemeester W.F. van Leeuwen slechts één dag voordat van deze benoeming in de Staatscourant gepubliceerd werd, op de hoogte zijn gesteld. Andere media uit die tijd spreken dat tegen en sommige kranten meldden zelfs dat Van Leeuwen hem zelf had aanbevolen. Kolonel G.A. de Bruyn zou bij de burgemeester voor deze vacature gewezen hebben op zijn vroegere adjudant Hordijk.
In zijn nieuwe functie van hoofdcommissaris wilde hij zo veel mogelijk zelf regelen en besluiten en daarbij had hij amper contact met het lagere personeel en de politiebonden. Ook vermeed hij zo veel mogelijk de pers. In 1907 kon hij gedurende meerdere maanden niet werken vanwege een zenuwaandoening waarop de pers schreef dat stalen Bart blijkbaar geen stalen zenuwen had.
In 1908 werd het Rijksbureau ter bestrijding van den handel in vrouwen en meisjes ingesteld waarvan de hoofdcommissaris van politie te Amsterdam automatisch de directeur werd. De instelling van die organisatie vloeide voort uit het op 18 mei 1904 in Parijs ook door Nederland ondertekend traktaat l'Arrangement international en vue d'assurer une protection efficace contre le trafic criminel connu sous le nom de 'traite des blanches' (wat in Nederland bekend werd als de Internationale Regeling tot bestrijding van de zogenaamde handel in vrouwen en meisjes) en de daaraan gerelateerde Nederlandse wet uit december 1906.
In september 1909 kwam Hordijk in opspraak omdat hij als directeur van dat Rijksbureau de Nederlandse bevolking (en dan vooral vrouwen) had gewaarschuwd voor de Mormonen en dan met name diegene die overwogen zich in Amerika te vestigen; waarschijnlijk vanwege het vermeende risico om in een polygame relatie betrokken te raken. De belangrijkste bezwaren richtte zich tegen het probleem dat de waarschuwing met betrekking tot deze religieuze organisatie die als sekte werd bestempeld op gespannen voet staat met de godsdienstvrijheid en daarnaast dat de koppeling wordt gelegd tussen vrouwenhandel en de Mormonen zonder dat daar sprake van was.
In oktober 1909 werd hij aangewezen als een van de gedelegeerde voor de Nederlandse regering voor een internationale conferentie in Wenen betreffende het bestrijden van die handel in vrouwen en meisjes.

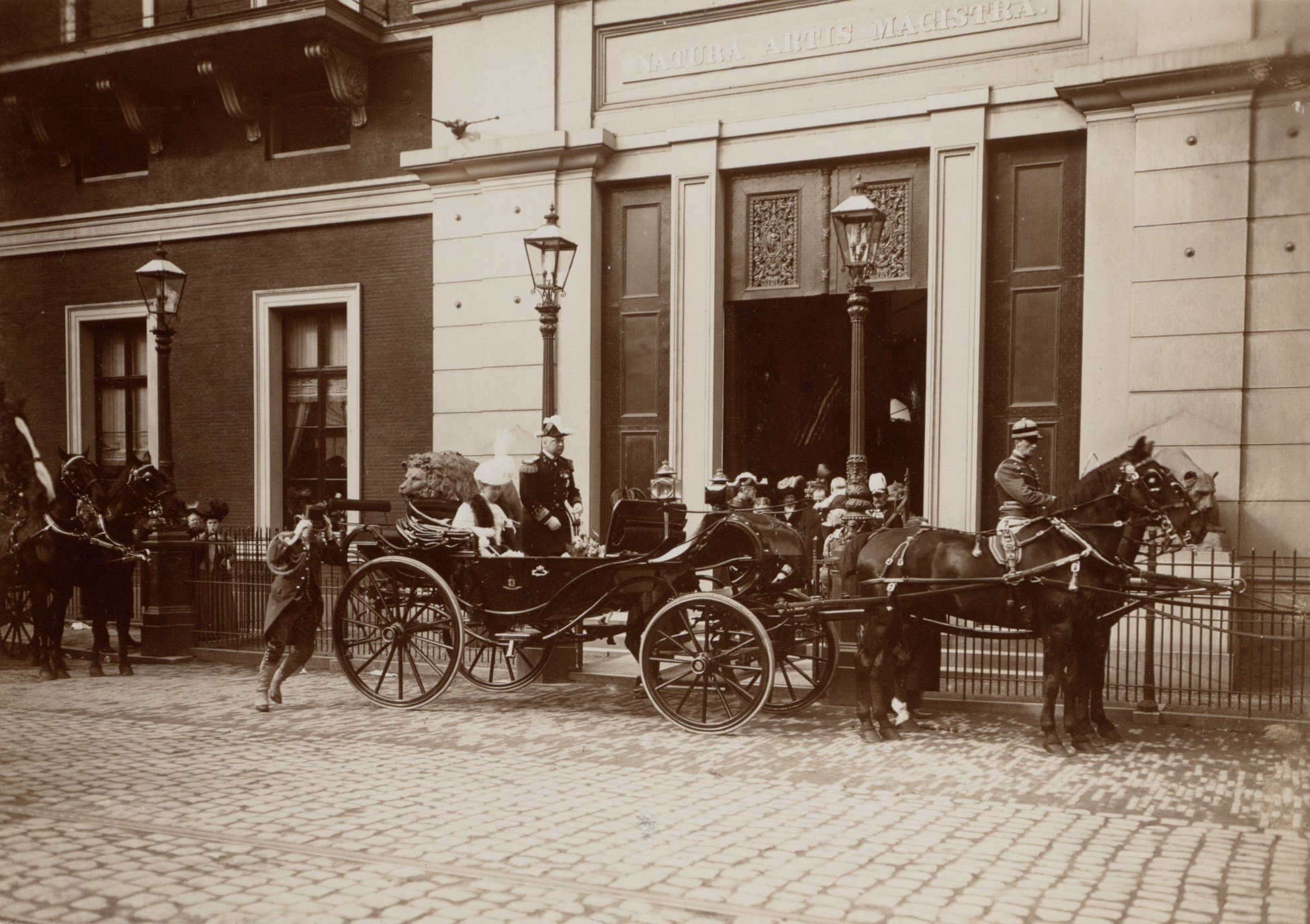
Foto gemaakt door H.S. Hordijk tijdens het bezoek van koningin Wilhelmina en prins Hendrik aan de Amsterdamse dierentuin 'Artis' - 28 april 1907

Tijdens het staatsbezoek van de Franse president Fallières aan Nederland in 1911 zorgde hij opnieuw voor een rel door een persfotograaf weg te duwen waarbij deze zijn eigen camera in z'n gezicht kreeg. Tijdens de periode dat Hordijk hoofdcommissaris van politie te Amsterdam was, heeft hij zelf ook vaak foto's gemaakt van bezoeken aan de hoofdstad van (buitenlandse) hoogwaardigheidsbekleders. In die periode heeft hij 5 albums met dergelijke foto's maar ook tal van andere foto's gevuld die momenteel door het Gemeentearchief Amsterdam bewaard worden (zie externe link). 
In december 1913 trad hij vanwege de hierboven vermelde gezondheidsproblemen af als hoofdcommissaris.  Op 1 januari 1914 zou hij worden opgevolgd door Th.M. Roest van Limburg; tot dan hoofdcommissaris in Rotterdam. Mogelijk kende ze elkaar al veel langer omdat Roest van Limburg een jaar na Hordijk van de KMA kwam.
Enige tijd leek het erop dat Hordijk de in november 1913 op 80-jarige leeftijd overleden waterschout van Amsterdam A.J. baron van Geen zou opvolgen. Volgens geruchten uit die tijd zou hij deze benoeming zijn misgelopen omdat de echtgenote van de Minister van Marine (J.J. Rambonnet) goed bevriend was met de echtgenote van de gepensioneerde zee-officier A. Merkus die uiteindelijk in deze functie benoemd werd.

## Rijkspaspoortenkantoor
In september 1918 werd de benoeming bekend van Hordijk tot administrateur van het Rijkspaspoortenkantoor dat officieel in november van dat jaar werd ingesteld. Onder verantwoordelijkheid van de inspecteur van de marechaussee (eerst generaal-majoor G.A. van Haeften en vanaf 1 januari 1923 kolonel P. van Oort) werd hij belast met de leiding waardoor hij fungeerde als directeur van het Rijkspaspoortenkantoor. Dit kantoor was namens de minister van Buitenlandse Zaken bevoegd om diplomatieke en consulaire ambtenaren te machtigen om aan buitenlanders een visum te verlenen om naar Nederland te mogen komen.
In november 1921 werden Kamervragen gesteld aan de toenmalig minister van Buitenlandse zaken, H.A. van Karnebeek, over het gebrekkig functioneren van het Rijkspaspoortenkantoor en de "dictatuur" van de directeur.
Hordijk behield deze functie tot hem op 1 januari 1925 op eigen verzoek ontslag verleend werd. De toenmalig adjunct-administrateur L.P.J. Michielsen volgde hem op maar al in 1926 werd dit kantoor gesloten toen voor steeds meer landen gold dat de visumplicht voor hun onderdanen verviel.
Hordijk overleed in 1930 op 68-jarige leeftijd. De schilder Gerard Hordijk is een zoon uit zijn eerste huwelijk. Nadat hij van Sophia Sillevis gescheiden was trouwde hij met Maria Allard.